# 都樂食品公司
都樂食品公司（英語：Dole Food Company, Inc.）是美國的一家跨國食品公司，總部設於加利福尼亞州的西湖村。都樂為全球最大的新鮮水果和蔬菜提供商，在北美、亞洲、拉美、中東、非洲的九十多個國家有銷售業務，有74,300全職員工，經營三百多樣產品。都樂銷售的產品包括香蕉、新鮮和包裝菠蘿、草莓、沙律、其他新鮮、冰鮮水果和果汁。

## 歷史
都樂食品公司的歷史可追溯到1851年成立的公司Castle & Cooke。Castle & Cooke是當時夏威夷最大的公司之一，涉及船運、鐵路建設、製糖和海鮮業務。
詹姆斯·多爾隨堂兄桑福德·多爾（1894年成為夏威夷共和國總統、及後在1900年美國吞併後任夏威夷州長）來到夏威夷。1901年，詹姆斯成立夏威夷菠蘿公司（Hawaiian Pineapple Company），在夏威夷歐胡島中央的高原建設起第一個菠蘿園。由於夏威夷成為美國的一部分，不用收關稅，公司得以賺取更多利潤。後來公司將菠蘿園延伸至拉奈島和茂宜島。但鳳梨之後產能過剩，鳳梨的需求也開始轉低，又碰到經濟大蕭條，使公司收入轉盈為虧。1932年，Castle & Cooke收購了夏威夷菠蘿公司21%的股份。
1899年，進口商瓦卡洛兄弟開始在洪都拉斯的拉塞瓦進口香蕉、和其他濕貨。瓦卡洛購下新奥尔良的每一家製冰工廠，並以此減輕運輸香蕉時的冷凍成本。 1906年，瓦卡洛兄弟成立，又於1924年改名為標準果品公司（Standard Fruit Company），及在1926年又改名為標準果品與汽船公司（Standard Fruit and Steamship Company）。標準果品當時是僅次於聯合果品公司為美國兩大香蕉進口商（至今都樂和金吉達仍為美國兩大香蕉進口商），這兩間公司控制了洪都拉斯、危地馬拉、哥斯達黎加等中美洲國家，也因此產生出「香蕉共和國」此一辭彙。因應黃葉病疫情，標準果品在1947年開始改為出口香芽蕉，放棄原來大米七香蕉。
在1960年代，Castle & Cooke併購了標準果品公司和剩餘的夏威夷菠蘿公司，並在1991年改名為都樂食品公司。
2012年9月18日，都樂以16.9億美元出售旗下食品包裝和亞洲新鮮蔬果業務給伊藤忠商事。
2013年8月，都樂董事長大衛·默多克以每股13.5美元私有化公司。都樂於2013年11月1日下市。
2017年，都樂遞交IPO招股申請，后于2018年1月10日，DOLE FOOD CO INC(NYSE:DOLE) 撤回上市申請。。
2021年7月2日，Dole週五向美國證券交易委員會提交了高達 1 億美元的申請（佔位符，預計可能籌集至多 6 億美元）。 Dole計劃在紐約證券交易所上市，股票代碼為 DOLE。 Dole 於 2021 年 4 月 28 日保密提交。 Goldman Sachs, Deutsche Bank, Davy Group, BofA Securities, BMO Capital Markets, Rabo Securities 和 Stephens Inc. 是該交易的聯合賬簿管理人。

## 引用來源
1. ↑  Dole: Company History 的存檔，存档日期2007-11-17. (Retrieved November 29, 2007)

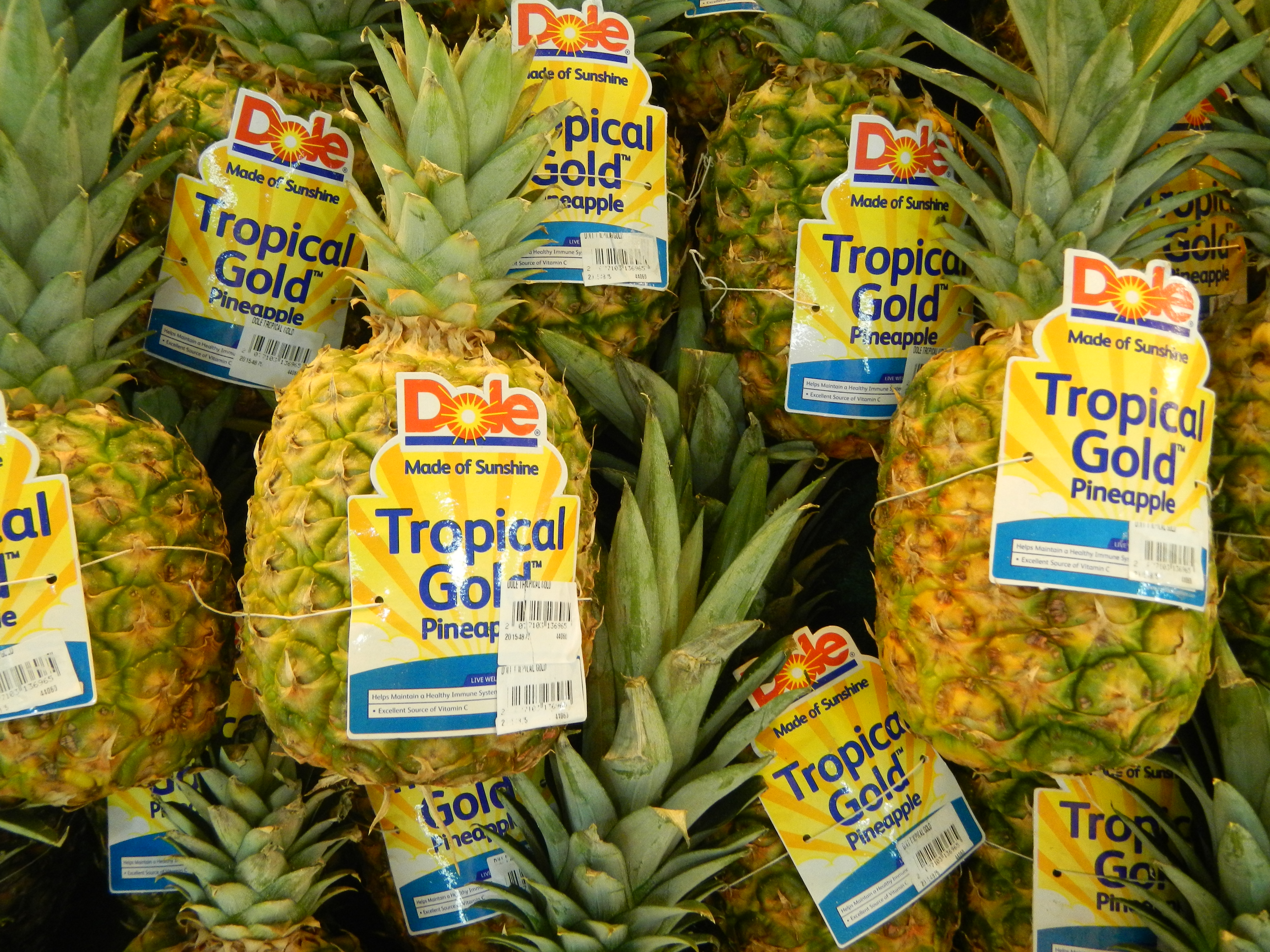
在菲律賓出售的都樂菠蘿

2. 1 2  Hoover's: Dole Food Company, Inc. Factsheet （页面存档备份，存于） (Retrieved April 2, 2012)
3. ↑  . Investing.businessweek.com.   [2012-10-05]. （原始内容存档于2012-10-08）.
4. 1 2  [www.moneydj.com/kmdj/wiki/WikiViewer.aspx?KeyID=d4e770ee-23c6-45a4-8bcf-83b8a2eb8d68 MoneyDJ理財網-財經知識庫-財經百科：都樂食品有限公司（DOLE.US）]
5. ↑  . Biz.yahoo.com. 2012-09-25  [2012-10-05]. （原始内容存档于2013-01-16）.
6. ↑  . state archives digital collections. state of Hawaii.   [2010-01-20]. （原始内容存档于2012-03-06）.
7. ↑  .   [2014-02-26]. （原始内容存档于2014-03-07）.
8. 1 2  Dan Koeppel. . 謝佩妏翻譯. 馥林文化. 2009年11月: 82頁，192頁. ISBN 978-986-6535-37-6.
9. ↑  . 星洲網. 2012年9月18日  [2013年2月26日]. （原始内容存档于2014年11月8日） （中文（马来西亚））.
10. 1 2  . 美股之家. 2021-07-02  [2021-07-02]. （原始内容存档于2021-07-11）.